# Katastrofa lotu Sabena 548
Katastrofa lotu Sabena nr 548 – katastrofa z udziałem samolotu Boeing 707-329, belgijskiego towarzystwa Sabena. Wydarzyła się dnia 15 lutego 1961 podczas podchodzenia do lądowania w Brukseli. Zginęły 73 osoby, z czego połowę stanowiła amerykańska ekipa łyżwiarzy figurowych, ich trenerzy, sędziowie i osoby towarzyszące, podróżujące na mistrzostwa świata w łyżwiarstwie figurowym w Pradze. Zawody odwołano.

## Samolot
Boeing 707-329 o numerze rejestracyjnym OO-SJB swój pierwszy lot wykonał na trzy lata przed katastrofą. Wypadek rejsu nr 548 był pierwszym śmiertelnym incydentem z udziałem rejsowego Boeinga 707.

## Katastrofa
Rankiem 15 lutego 1961 roku, rejs nr 548 z nowojorskiego portu lotniczego JFK zbliżał się do lotniska w Brukseli. Na pokładzie znajdowało się 61 pasażerów i jedenastoosobowa załoga. Katastrofa wydarzyła się podczas podchodzenia do lądowania na pas nr 20. Załoga otrzymała polecenie krążenia nad lotniskiem w oczekiwaniu na lądowanie – w tym czasie pas startowy opuszczała inna maszyna. 
W trakcie wykonywania tego manewru moc silników wzrosła, podwozie zostało cofnięte, a odrzutowiec zaczął nabierać wysokości przy jednoczesnym skręcie w lewo. Kąt natarcia skrzydeł wzrósł do tego stopnia iż skrzydła ułożyły się niemalże pionowo, a samolot zaczął spadać. 
Maszyna roztrzaskała się o bagiennisty obszar we wsi Berg niedaleko Brukseli. Wszyscy na pokładzie ponieśli śmierć na miejscu – 72 osoby. Dodatkowo zginął (przebywający przy miejscu katastrofy) rolnik trafiony aluminiowym odłamkiem maszyny. Inny rolnik odniósł poważne obrażenia – fragmenty samolotu oderwały mu nogę.

## Ofiary
Życie straciły 73 osoby, w tym osiemnastu zawodników zmierzających na zawody do Czechosłowacji. Zginęło także sześciu członków ich rodzin, sześciu trenerów, menadżer grupy oraz trzech sędziów. Zawody odwołano. 
Wśród ofiar byli:
- amerykańscy łyżwiarze figurowi[5]:
  - Gregory Kelley (16 lat)
  - Bradley Lord (21 lat)
  - Rhode Michelson (17 lat)
  - Stephanie Westerfeld (17 lat)
  - Doug Ramsay (16 lat)
  - Laurence Owen (16 lat) – siostra Maribel Owen, córka Maribel Vinson.
  - Maribel Owen (20 lat) – siostra Laurence Owen, córka Maribel Vinson.
  - Dudley Richards (29 lat)
  - Ila Ray Hadley (18 lat) – siostra Raya Hadleya Jr.
  - Ray Hadley Jr. (17 lat) – brat Ily Ray Hadley.
  - Laurie Hickox (15 lat) – siostra Billa Hickoxa.
  - Bill Hickox (19 lat) – brat Laurie Hickox.
  - Patricia Dineen (24 lat) – żona Roberta Dineena.
  - Robert Dineen (23 lata)  – mąż Patrici Dineen.
  - Dona Lee Carrier (20 lat)
  - Roger Campbell (19 lat)
  - Diane Sherbloom (18 lat)
  - Larry Pierce (24 lata)

- trenerzy[6]:
  - Maribel Vinson (49 lat) – brązowa medalistka olimpijska 1932, matka Maribel i Laurence Owen.
  - Bill Kipp
  - Danny Ryan (31 lat)
  - Edi Scholdan (60 lat)
  - Bill Swallender
  - Linda Hadley – macocha Ily Ray i Raya Hadleya Jr.

- oficjele[7]:
  - Harold Hartshorne (69 lat)
  - Eddie LeMaire (36 lat)
  - Deane McMinn (46 lat) – menadżer reprezentacji U.S.
  - Walter S. Powell (81 lat) – sędzia.

- członkowie rodzin[5]:
  - Ann Campbell (55 lat) – matka Rogera Campbella.
  - Louise Hartshorne – żona Harolda Hartshorne.
  - Richard „Dickie” LeMaire (14 lat) – syn Eddiego LeMaire.
  - Jimmy Scholdan (12 lat) – syn Ediego Scholdana.
  - Sharon Westerfeld (26 lat) – siostra Stephanie Westerfeld.
  - Nathalie Kelley (29 lat) – siostra Gregory'ego Kelley.

## Przyczyny
Nie stwierdzono jednoznacznie przyczyn katastrofy lotu nr 548. Do nagłej utraty kontroli nad maszyną mogła przyczynić się awaria sterów samolotu.